# Стобна
Стобна (пол. Stobna,  Stuba) — село в Польщі, у гміні Новий Двур-Гданський Новодворського повіту Поморського воєводства.
Населення — 281 особа (2011).
У 1975—1998 роках село належало до Ельблонзького воєводства.

## Демографія
Демографічна структура станом на 31 березня 2011 року:
|          | Загалом | Допрацездатний вік | Працездатний вік | Постпрацездатний вік |
| -------- | ------- | ------------------ | ---------------- | -------------------- |
| Чоловіки | 148     | 34                 | 104              | 10                   |
| Жінки    | 133     | 24                 | 84               | 25                   |
| Разом    | 281     | 58                 | 188              | 35                   |

## Уродженці
- Евальд Ліндлофф (1908—1945) — німецький офіцер, гауптштурмфюрер СС.